# Dicranomyia (Dicranomyia) nullanulla
Dicranomyia (Dicranomyia) nullanulla is een tweevleugelige uit de familie steltmuggen (Limoniidae). De soort komt voor in het Australaziatisch gebied.